# Ciclopentadienuro di sodio
Il ciclopentadienuro di sodio è il composto metallorganico del sodio con formula NaC5H5. La formula è spesso abbreviata come NaCp, dove Cp rappresenta l'anione ciclopentadienuro. L'abbreviazione Cp è spesso usata anche nella chimica dei composti di coordinazione quando il ciclopentadienile è usato come legante. NaCp fu preparato per la prima volta da Johannes Thiele nel 1900. Viene usato comunemente per la sintesi di metalloceni e composti simili.

## Struttura
La natura di NaCp dipende dal mezzo in cui si trova. Pianificando una sintesi, il reagente è di solito rappresentato come un sale Na+C5H5−. 
In forma cristallina senza solventi NaCp ha la struttura di un composto a sandwich multistrato, composto da catene infinite di cationi Na+ alternati ad anelli paralleli (η5-C5H5)−.
In soluzione di solventi donatori NaCp è fortemente solvatato, specie lo ione Na+, come suggerito dalla possibilità di isolare l'addotto Na(TEMED)Cp.

## Sintesi
Il ciclopentadienuro di sodio è disponibile in commercio come soluzione in THF. Si prepara trattando ciclopentadiene con sodio:
{\displaystyle {\ce {2Na + 2C5H6 -> 2NaC5H5 + H2}}}
In genere la conversione è condotta riscaldando una sospensione di sodio fuso in diciclopentadiene. In precedenza il sodio veniva usato comunemente in forma di fili o come sabbia, una dispersione di sodio preparata agitando velocemente del sodio fuso in xilene a riflusso.
Un'altra base conveniente è l'idruro di sodio:
{\displaystyle {\ce {NaH + C5H6 -> NaC5H5 + H2}}}
Nei primi lavori si usavano reattivi di Grignard come basi. Il ciclopentadiene ha un pKa di 15, e può essere deprotonato da molti reagenti.

## Applicazioni
NaCp è un reagente usato comunemente per la sintesi di metalloceni e composti simili.  Esempi sono la sintesi del ferrocene e del diclorobis(η5-ciclopentadienil)zirconio:
2 NaC5H5  +  FeCl2   →   [Fe(η5-C5H5)2]  +  2 NaCl
ZrCl4(thf)2 + 2 NaC5H5 → [Zr(η5-C5H5)2Cl2] + 2 NaCl + 2 THF